# HCESAR

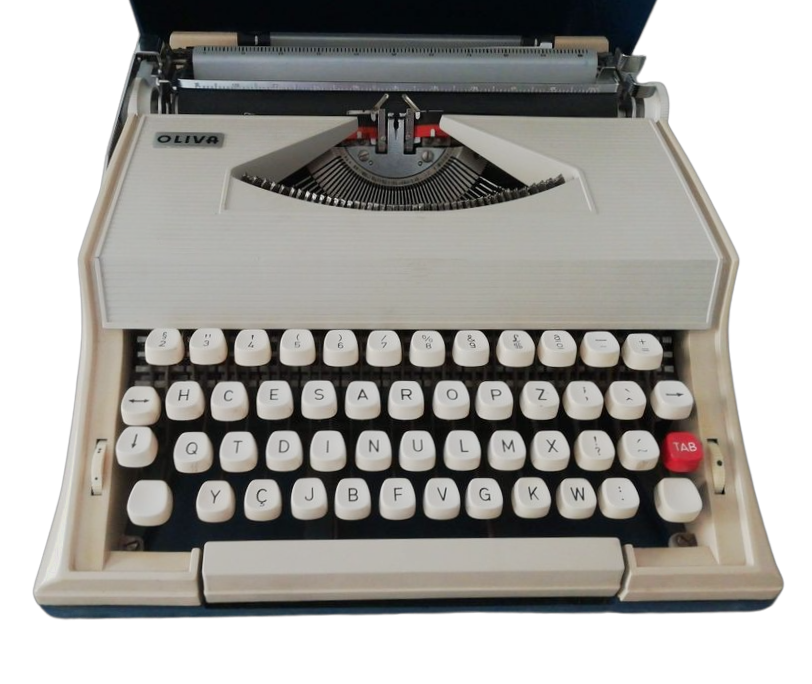
Пишущая машинка Oliva компоновкой HCESAR

HCESAR (произносится как английская буква "H", а затем слово César: по-португальски agá-César) является устаревшей раскладкой клавиатуры для пишущих машинок. Она была создана указом 17 июля 1937 года при премьер-министре Португалии Антониу ди Салазаре.
Было общепринято, что цифра 0 была опущена (в пользу использования заглавной буквы O), также некоторые пишущие машинки были без цифры 1 (для этого использовалась строчная буква L). Также отсутствовали такие символы, как восклицательный знак (достигается путем ввода апострофа и перезаписи его точкой с использованием клавиши возврата), «звёздочка» (достигается аналогичным образом, с нижним регистром X и знаком плюс или минус - для восьми- или шестиконечными "звёздочками", соответственно),  знак решётки (который был достигнут некоторыми с помощью сложных методов, включающих частичные нажатия клавиши возврата, чтобы перезаписать знак равенства двумя косыми чертами), и знак неравенства (напечатав знак равенства и перезаписав его один "слэш").
Эта раскладка клавиатуры была официальной раскладкой пишущих машинок в государственном управлении и в большинстве частных компаний до середины 1970-х годов, когда ее начали заменять разметкой AZERTY.
В современном португалоязычном мире наиболее близкой к HCESAR раскладке является бразильская BR-Nativo, которая, однако, основана, во многом на клавиатуре Дворака.

Раскладка клавиатуры HCESAR

Когда использовались обе раскладки, HCESAR назывался «teclado nacional» (национальная клавиатура [раскладка]) и AZERTY «teclado internacional» (международная клавиатура [раскладка]).
В начале 1980-х годов, когда португальская государственная администрация начала заменять свои старые машины компьютерами с многопользовательским терминалом, в основном под управлением ОС Unix, как HCESAR, так и AZERTY медленно заменяли на макет QWERTY, который сегодня используется в подавляющем большинстве. Эта клавиатура доступна для Windows, macOS и Linux.